# Brachicoma longicornis
Brachicoma longicornis là một loài ruồi trong họ Tachinidae.